# Должик (Валковская городская община)
До́лжик (укр. Довжик) — село в Валковской городской общине Богодуховского района Харьковской области Украины.
Код КОАТУУ — 6321283003. Население по переписи 2001 г. составляет 26 (9/17 м/ж) человек.

## Географическое положение
Село Должик находится в 2-х км от реки Мжа,
возле балки Волошин Яр.
Рядом с селом протекает пересыхающий ручей на котором сделана запруда.
Вокруг села небольшие лесные массивы (дуб).
На расстоянии в 2 км расположены сёла Шийки, Кобзаревка, Зайцевка и Мануйлово (Нововодолажский район).

## История
- 1750 - дата основания.
- В 1940 году, перед ВОВ, на хуторе Должик были 47 дворов и ветряная мельница.[1]